# حریه، حماة
حریه (به عربی: الحریة) یک روستا در سوریه است که در ناحیه قلعه المضیق واقع شده‌است. حریه ۲٬۵۲۵ نفر جمعیت دارد.